# ママさん
ママさんは母親を意味する「ママ」に、敬称・親称を表す「さん」を添えた言葉で、
1. 母親層に対する親称（例.ママさんバレー）
2. 飲食店の女主人

を意味する。本項においては、後者について記述する。

## 日本
日本の主に接客を伴う飲食店において、経営を切り盛りする女性の呼称として用いられる。
第二次世界大戦後に進駐軍のアメリカ兵によって造られたものとされ、日本人が用いる場合、呼びかけには却って他人行儀になるので、多くは「ママ」となる。また、接待飲食営業以外の女主人に用いるのは失礼とされ、替えて「女将」「女将さん」を用いる。
ママ・ママさんを補助する女性を、チーママという。

## 日本国外
東南アジアから東アジアにかけて、ママサン（Mama-san, Mamasan, タイ語;มาม่าซัง, 中国語:妈妈桑/媽媽桑）は、ナイトクラブやゴーゴーバーの女主人・女性マネージャーを言う。上記日本の用法が、東南アジア諸国における米兵の進駐により拡大したものであろう。同じ立場の男性をパパサン（Papa-san）とも言う。
タイやフィリピンにおいて、ママサンは、ナイトクラブやゴーゴーバーでホステスを管理する女性を表すのに一般的に使用される。
日本における遣り手婆、欧米社会におけるマダム同様のものであるが、この地域の売春のバー・ファイン慣行の下にあっては、西側諸国の街娼または売春宿の売春の慣習とはかなり異なる。
米国においても、Mamasan（MMSと略される）は、アジア系マッサージパーラーのスタッフを管理する女性を指すのに用いる。